# Бовкун Іван Михайлович
Іван Михайлович Бовкун (нар. 20 лютого 1908 — 8 липня 1988) — Герой Радянського Союзу (1944), командир партизанського з'єднання «За Батьківщину», яке діяло на півдні Чернігівської області в час Німецько-радянської війни. Автор книг «Солдати другого фронту», «Подвиг під псевдонімом».

## Біографія
Народився 20 лютого 1908 року в станиці Старокорсунська (нині Краснодарський край Росії) в селянській родині. Освіта незакінчена середня. Працював у рідній станиці.
В 1927 році він вступив на підготовчі курси кавалерійської школи в Краснодарі.
У жовтні 1928 року вступив до Владикавказької піхотної школи.
У 1931 році став командиром взводу 43-го стрілецького полку Київського військового округу, у травні 1938 року - командиром окремої кулеметної роти Могилів-Ямпільського укріпленого району, у жовтні 1938 року - командиром стрілецького батальйону, в грудні 1940 року - командиром 19-го мотострілецького полку.
У 1941 році вступив до ВКП(б).
З початком німецько-радянської війни на фронті. У жовтні 1941 року мотострілецький полк І.Бовкуна потрапив у оточення і був розгромлений. І. Бовкун, вирішивши продовжити боротьбу, перебрався до Ніжина де раніше до війни знаходився його полк, і саме там долучається до підпільного руху. Пізніше після невдалої диверсії у Ніжині вимушений був із спільниками тікати до лісу і долучитися до партизанів, які на той час діяли досить пасивно. Трохи згодом організував власний загін партизанів який потім приєднався до носівського партизанського загону «За Батьківщину», яким командував М. Стратилат. Через деякий час командиром загону став кадровий військовий І.Бовкун, а М. Стратилат став начальником штабу, пізніше — комісаром загону. 11 червня 1943 року загін перетворюється на партизанське з'єднання «За Батьківщину», яке складалося з трьох полків і налічувало 5 тисяч бійців.
Партизанські загони з'єднання І. Бовкуна діяли в Носівському, Ніжинському та Бобровицькому районах. За два роки війни в тилу ворога партизани з'єднання здійснили 69 диверсій на залізниці, пустили під укіс 18 німецьких ешелонів з живою силою, технікою та боєприпасами, пустили під укіс 3 бронепоїзди, один з них називався «Адольф Гітлер», знищили 83 мости на залізницях і шосейних дорогах через річки Вересоч, Остер, Десну, Кропивочку, Носівочку, Трубіж, знищили 70 кілометрів ліній телефонного та телеграфного зв'язку, захопили та знищили 50 автомашин, 6 річкових пароплавів, 3 баржі та 2 катери на Дніпрі, Десні та Прип'яті, збили 2 літаки «Ю-88», захопили 10 складів з продуктами, паливом та боєприпасами, знищили понад 1000 ворожих солдатів та офіцерів. У зоні дії з'єднання був повністю збережений урожай 1943 року. Партизани обороняли від противника населені пункти та зривали вивезення цивільного населення до Німеччини на роботи. Напередодні підходу частин Червоної Армії до Дніпра 19 вересня 1943 року два полки Чернігівського партизанського з'єднання захопили три переправи через Дніпро поблизу сіл Теремці і Домантове, одну переправу на Прип'яті і, незважаючи на атаки гітлерівських військ, утримували їх до підходу частин Червоної армії, чим сприяли їхньому швидкому форсуванню Дніпра.
4 січня 1944 року Бовкун Івану Михайловичу присвоєно звання Героя Радянського Союзу з врученням ордена Леніна і медалі «Золота Зірка» (№ 2887) за «вміле і мужнє керівництво бойовими операціями партизанських загонів з оволодіння переправами на річках Дніпрі, Десні та Прип'яті на північ від Києва, утримання переправ за підходом частин Червоної Армії та виявлені при цьому відвагу та геройство».
Після реокупації Києва партизанське з'єднання «За Батьківщину» було розформовано, після чого І. Бовкун став начальником штабу партизанського руху при розвідувальному управлінні 1-го та 4-го Українських фронтів. Спецгрупи, які він готував, десантувалися з Львівського летовища на окуповані гітлерівцями території Польщі, Угорщини, Чехословаччини, Югославії. У травні 1945 він став слухачем Військової академії імені Фрунзе.
В 1945 році І.Бовкун не погодився на пропозицію визнати, що діями партизанського з'єднання "За Батьківщину" нібито керував перший секретар Чернігівського обкому КПРС, якого партія залишила в тилу ворога для організації опору на тій території України, де діяло партизанське з'єднання "За Батьківщину" під командуванням І.Бовкуна. Наслідком цієї відмови став арешт І.Бовкуна за сфабрикованим звинуваченням та ув'язнення в Лефортово.
10 квітня 1946 був арештований і звинувачений «… в тому, що будучи командирм партизанського з'єднання «За батьківщину» зловживав своїм службовим становищем і незаконно розстрілював радянських партизанів».
У 1950 році І.Бовкун був повністю реабілітований, повернуто всі звання та нагороди і йому було запропоновано повернутися на військову службу, але за станом здоров'я І.Бовкун пішов у відставку, отримував військову пенсію, написав 2 книги, займався громадською діяльністю, працював директором кінотеатру.  
Помер 8 липня 1988. Похований на Личаківському цвинтарі.

## Книга спогадів І.Бовкуна «Солдати другого фронту» та реакція
Книга Івана Бовкуна «Солдати другого фронту», видана Львівським газетно-журнальним видавництвом у 1957 році.
У цій книзі багато чого не збігалося з тим, що написав  О. Федоров у своїх спогадах. І.Бовкун розповів про справжніх організаторів підпілля в трьох районах Чернігівщини — Новобасанському, Бобровицькому і Згурівському — й заперечив, що тут існував підпільний обком партії на чолі з О. Федоровим.
На думку Павлини Березовської, української журналістки, учасниці підпілля на Чернігівщині в час Німецько-радянської війни, співавторки книжки «Двічі страчені-вічно живі», книга І. Бовкуна стала першим паростком правди про дії патріотів у час нацистської окупації. Проте книга викликала шалений гнів з боку партійних босів на чолі з О.Федоровим.
Після виходу книги проти  І. Бовкуна розпочалася справжня війна на газетних шпальтах. 29 березня 1959 року друкований орган обкому КПУ загета «Деснянська правда», опублікувала статтю Ф. Короткова та В. Яременка — колишніх соратників О. Федорова під назвою «Витвір наклепника і кар'єриста». Наступного дня в газеті «Радянська Україна» з'явилася стаття самого О. Федорова під назвою «У спотвореному вигляді».
Книжку І. Бовкуна заборонили, а його виключили з партії як «наклепника» в 1959 р. 
Відновлений у лавах КПРС XXIV-м з'їздом.